# Liběchovka
Liběchovka (německy: Libochner Bach) je říčka, či spíše potok na rozhraní Středočeského, Ústeckého a Libereckého kraje. Jedná se o pravostranný přítok Labe. Téměř celý jeho tok (78 %) leží v Chráněné krajinné oblasti Kokořínsko a je mokřadní oblastí mezinárodního významu.

## Průběh toku
Liběchovka (dříve nazývaná též Desná, Deštná a Liběchovský potok) pramení v Dokeské pahorkatině na katastru obce Vrchovany severovýchodně od města Dubá v nadmořské výšce přibližně 272 metrů (dle jiných údajů 280 m). Hlavní směr toku je na jih. Tok není regulován; vytváří četné meandry a rozsáhlé mokřady. Od pramene až téměř k ústí teče potok Liběchovka výrazným, místy až 500 metrů širokým a 90 m hlubokým skalnatým údolím z pískovců. Části údolí tvoří hranice okresů Mělník a Litoměřice, tedy Středočeského a Ústeckého kraje. Téměř celým údolím (od Liběchova po Deštnou) prochází silnice I/9, spojující Prahu, Mělník, Českou Lípu a Rumburk. Větší část toku se nachází na území CHKO Kokořínsko.

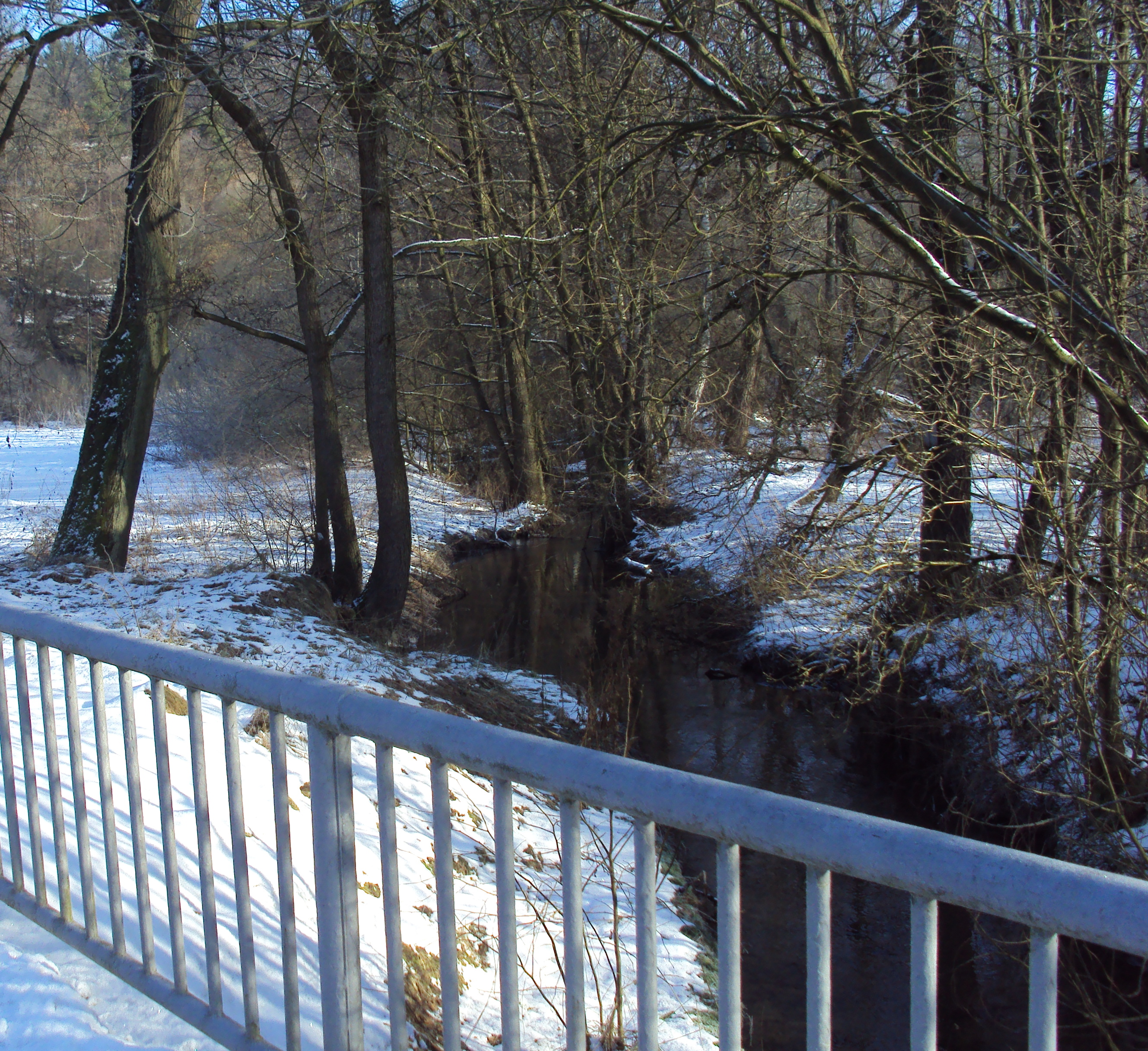
Liběchovka v Rozprechticích

V údolí Liběchovky leží kromě města Dubá též obce a osady Deštná, Zakšín, Bukovec, Medonosy, Chudolazy, Tupadly, Želízy a při ústí potoka do Labe též město Liběchov (městem od 23. ledna 2007), po němž dostal potok své současné jméno. Ve všech obcích a osadách v údolí se dodnes zachovala řada hodnotných hrázděných a roubených lidových staveb.
Jediným větším přítokem je Zakšínský potok (Květnice). Po trase napájí v Nedamově u Dubé Černý rybník, kde byl vybudován kemp a koupaliště. V Liběchově (Boží Vodě) stojí od roku 1934 líhně (chovající hlavně pstruha).

## Přítoky
- zleva – Křenovský potok, Želízská svodnice
- zprava – Zakšínský potok

## Geologie
Povodí je z geologického hlediska částí České křídové tabule a je součástí většího geomorfologického okrsku Polomených hor. Sedimentární pokryv je svrchnokřídového stáří. Zastoupeny jsou horniny spodního, středního a svrchního turonu, coniaku a místně tabuli pronikají vulkanity třetihorního stáří. Podrobné informace ohledně geologické stavby povodí Liběchovky lze najít v Malakovský .Údolní síť je výsledkem dlouhodobého rozpadu kvádrových pískovců, který probíhá podle hlavních tektonických linií. Nejdůležitější směr tektonických linií je jizerský, čili směr sever-jih.

## Klima
Podle klimatického členění náleží povodí do oblasti mírně teplé (MT) a vyznačuje se dlouhým teplým, mírně suchým létem a krátkou zimou s krátkým trváním sněhové pokrývky .Dlouhodobý roční úhrn srážek na povodí vypočtený polygonovou metodou je 588 mm.Průměrná denní teplota podle nejbližší klimatické stanice Doksy dosahuje 7.23 °C.

## Chráněná území
V roce 1984 byla Liběchovka chráněnou rybí oblastí, pstruhovou vodou s čistotou I. třídy.
Na horním toku mezi městem Dubá a místní částí Deštná byla roku 1996 vyhlášena přírodní rezervace Mokřady horní Liběchovky; úsek potoka mezi obcemi Chudolazy a Želízy je od roku 2001 osou přírodní rezervace Mokřady dolní Liběchovky. Obě rezervace jsou součástí území Mokřady Liběchovky a Pšovky, začleněného do seznamu mezinárodně významných mokřadů podle Ramsarské úmluvy.

## Mlýny

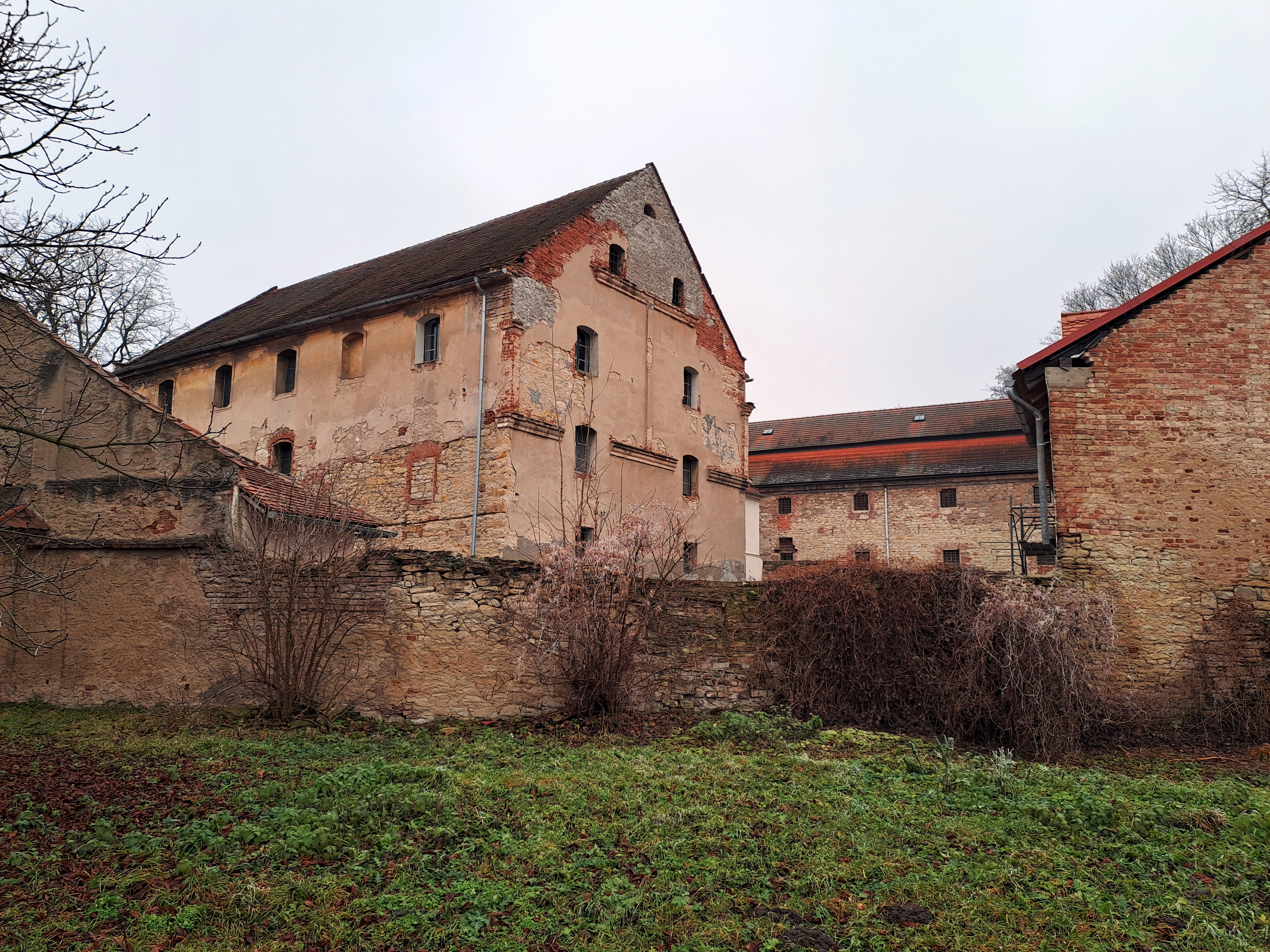
Liběchovský mlýn

Mlýny jsou seřazeny po směru toku řeky.

### Okres Česká Lípa
- Černý mlýn – Nedamov
- Šibeniční mlýn – Rozprechtice
- Vrabcovský mlýn – Vrabcov

### Okres Mělník
- Vodní mlýn v Osinaličkách – Osinaličky, kulturní památka
- Chudolazský mlýn – Chudolazy, kulturní památka
- Liběchovský mlýn – areál zámku v Liběchově, kulturní památka

## Galerie

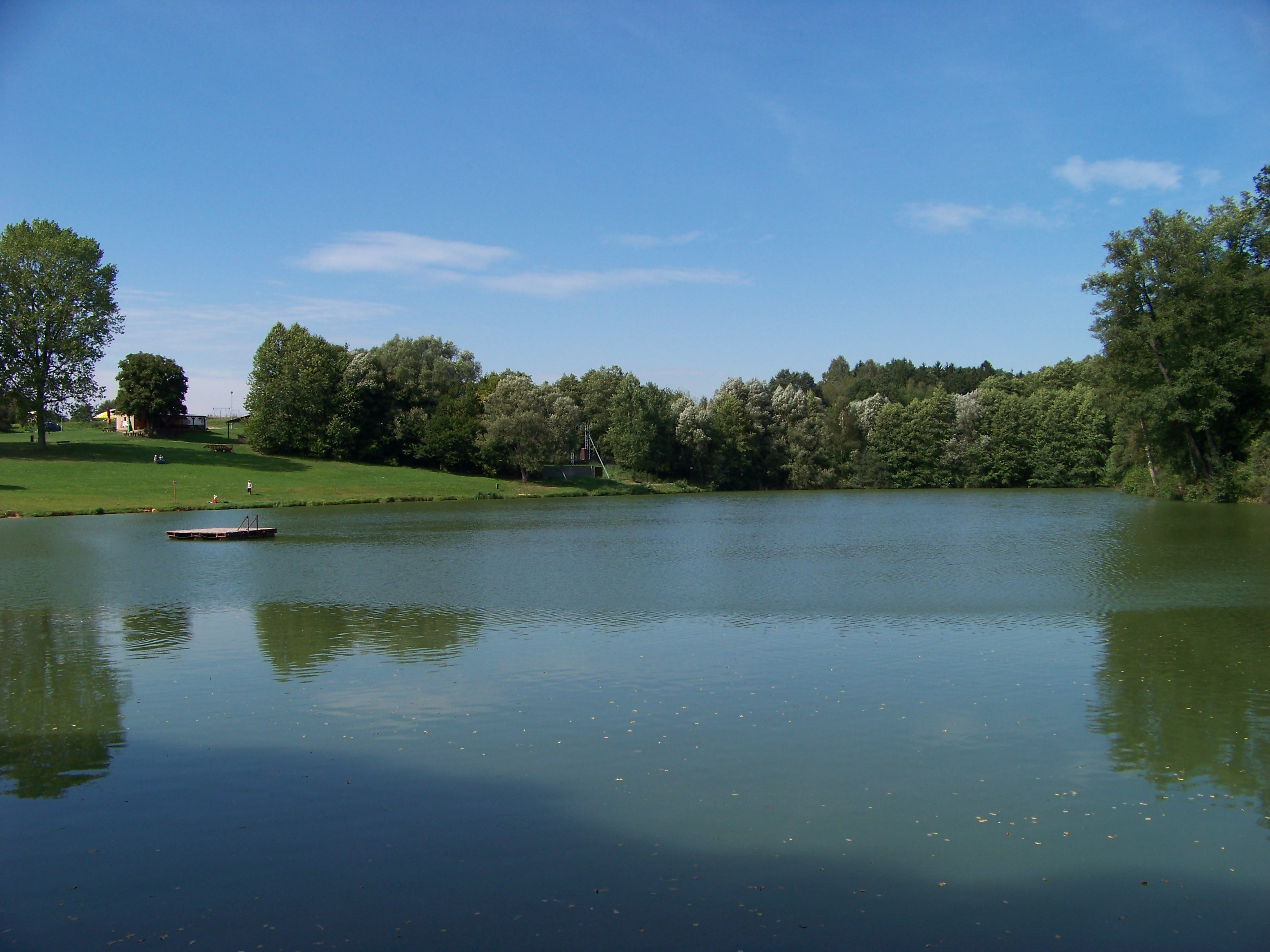
Černý rybník
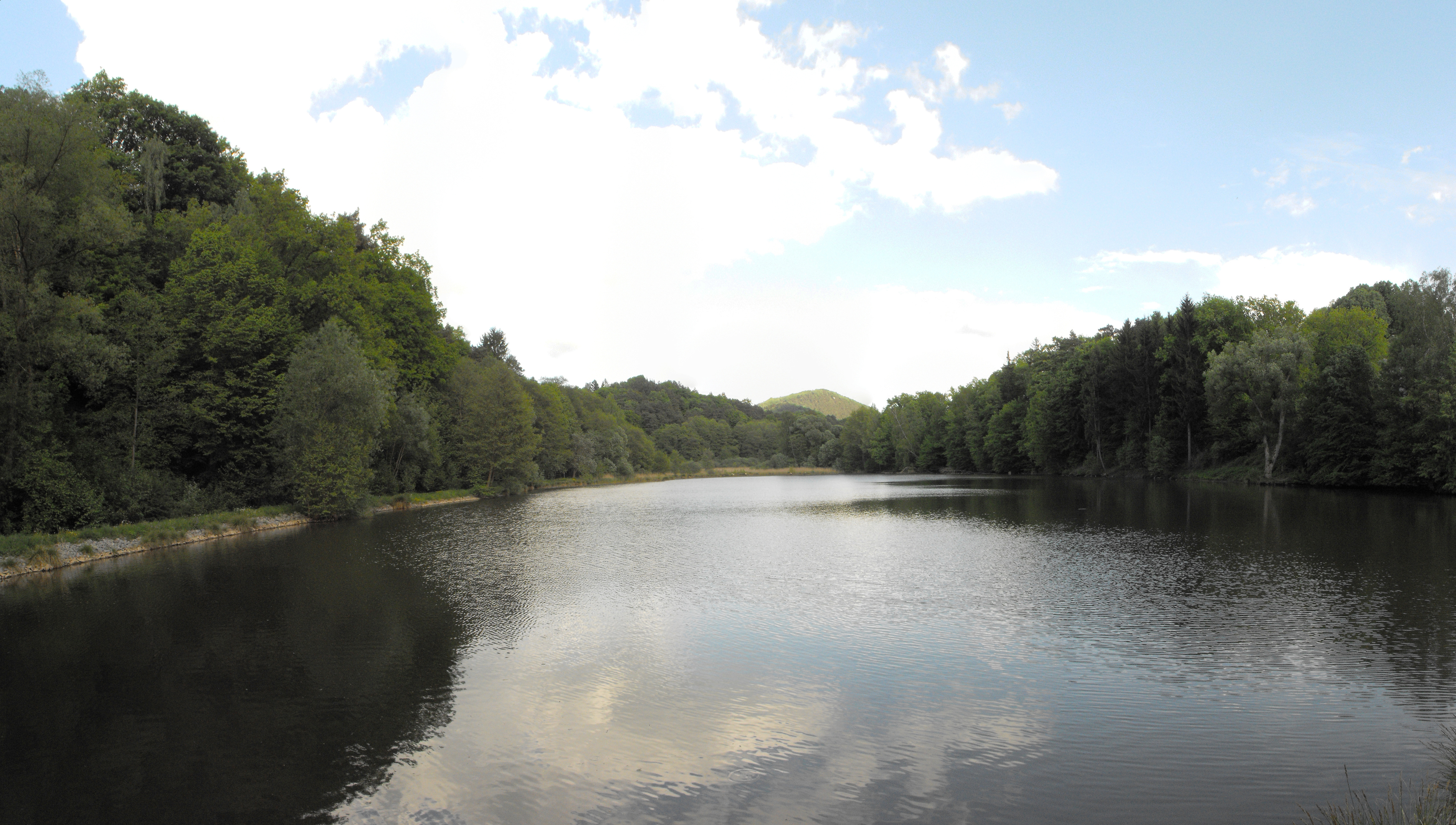
Rozprechtický rybník
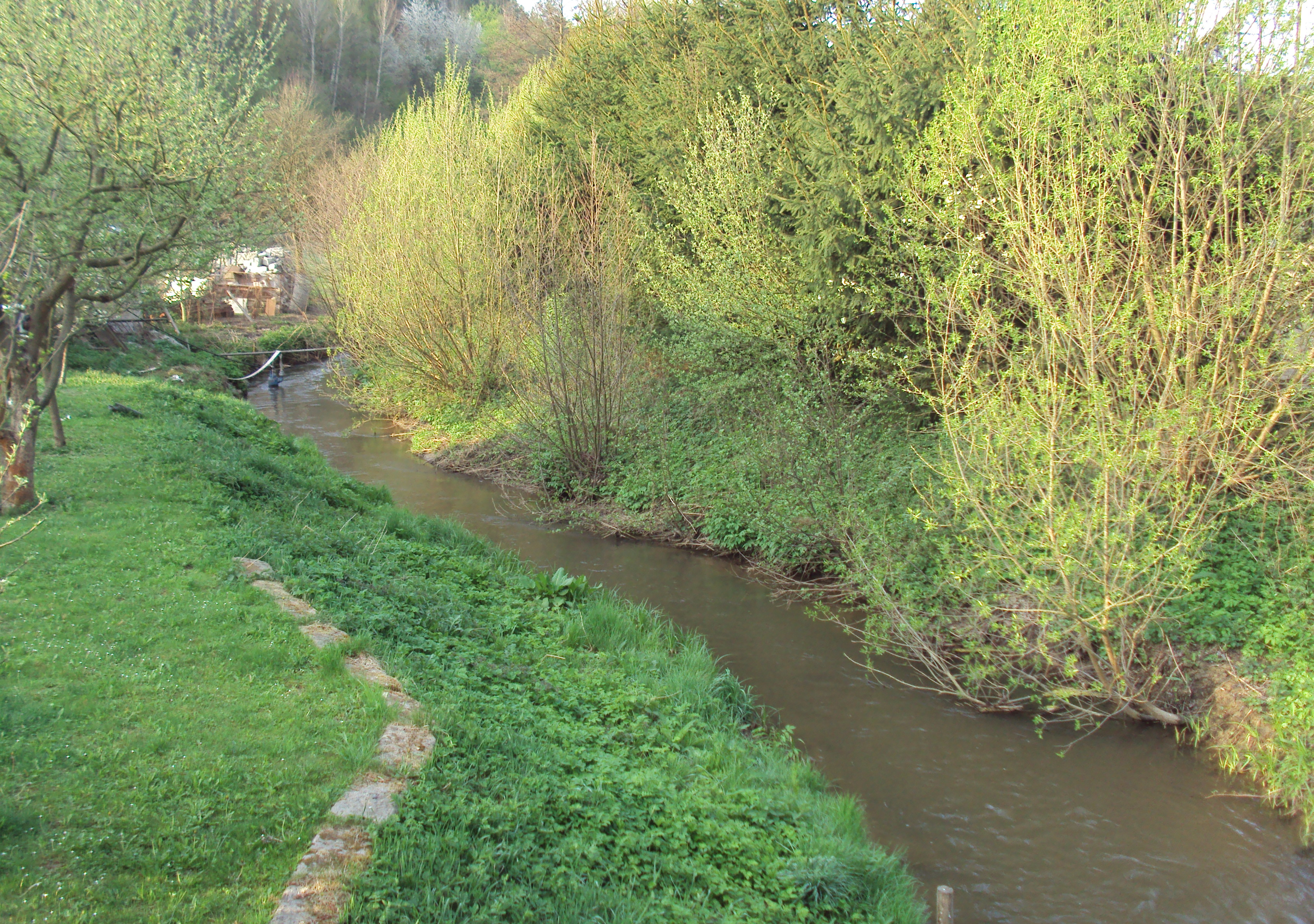
Liběchovka v Chudolazech
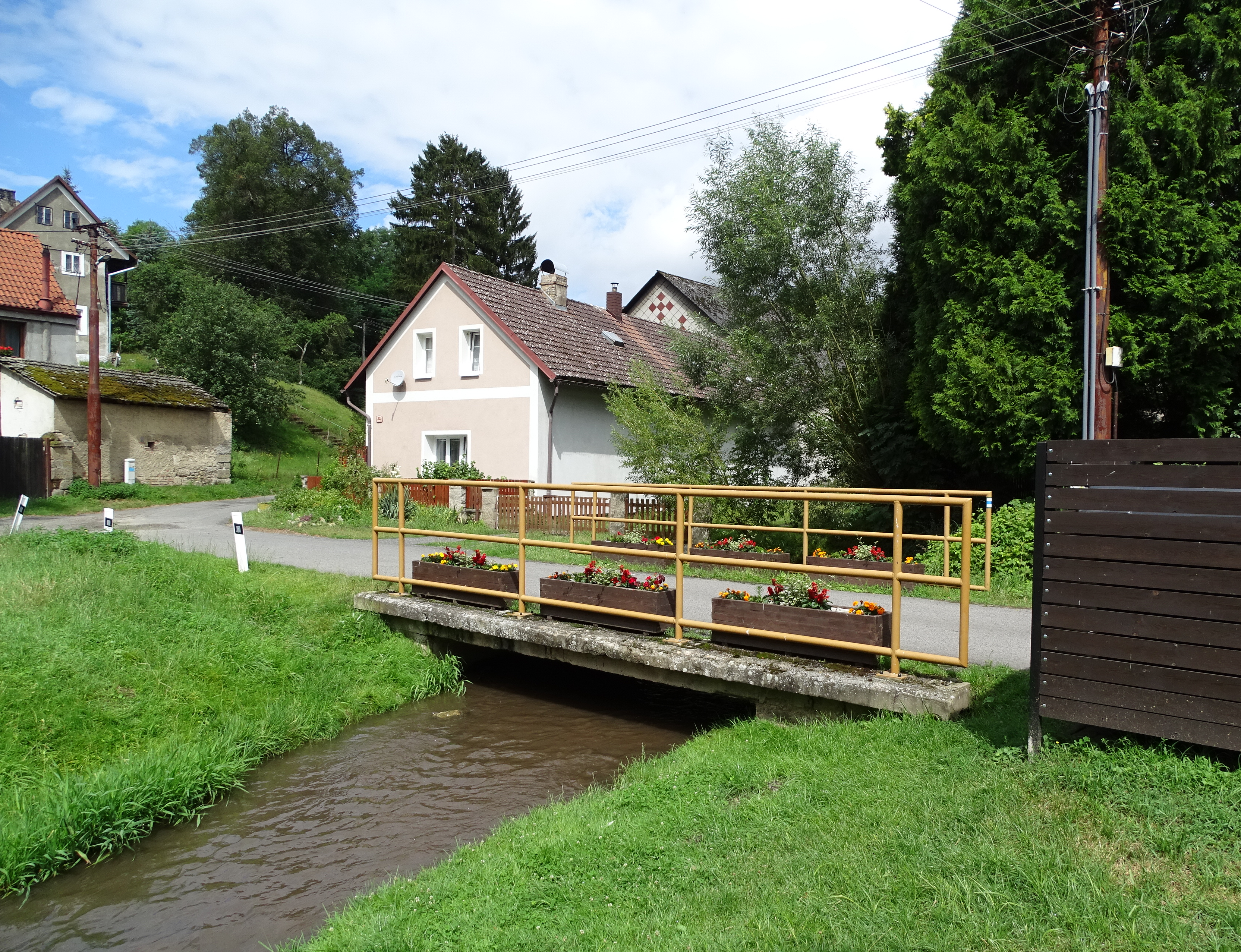
Můstek přes Liběchovku v Tupadlech
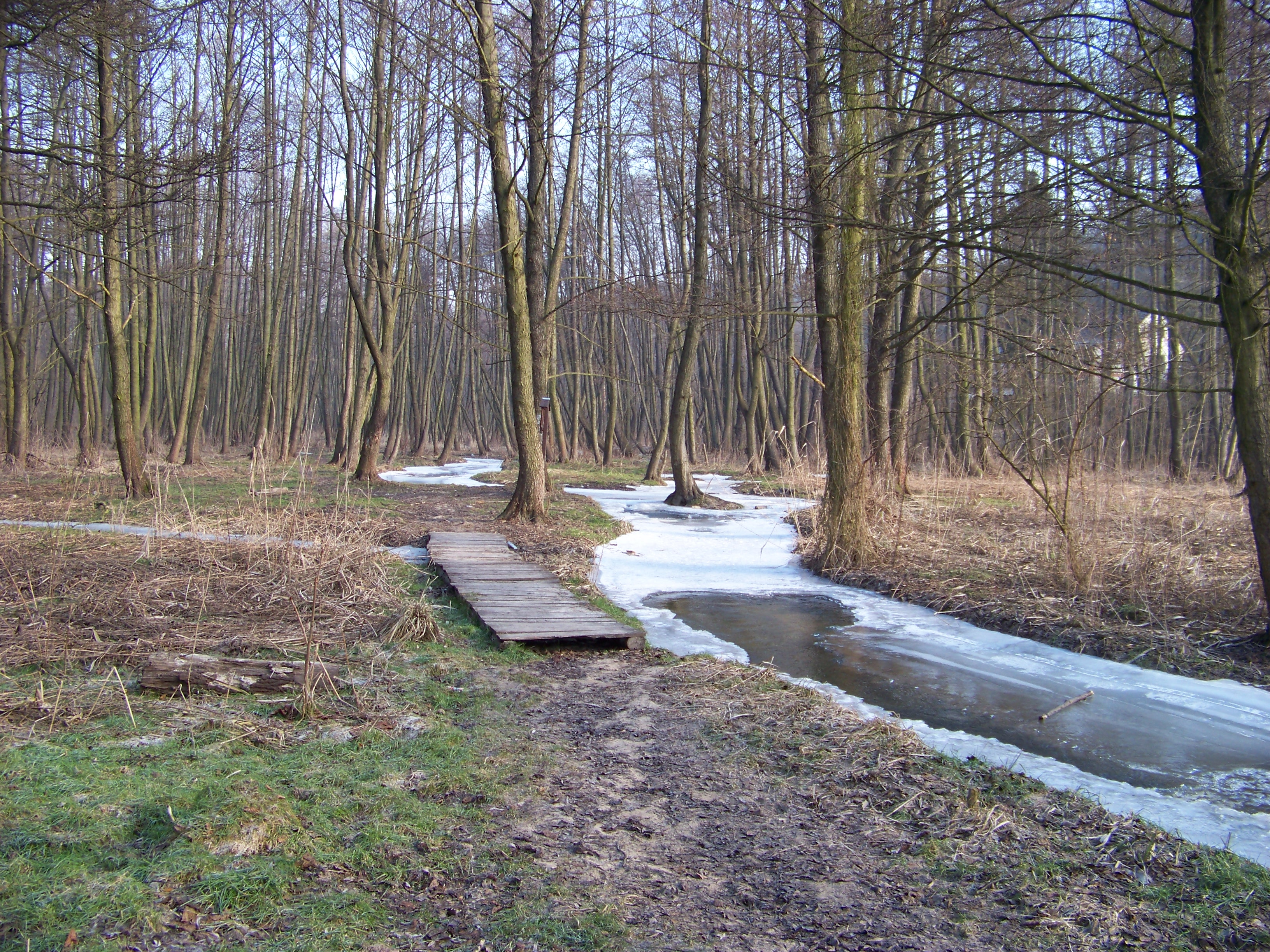
Mokřady dolní Liběchovky, stezka u Želíz
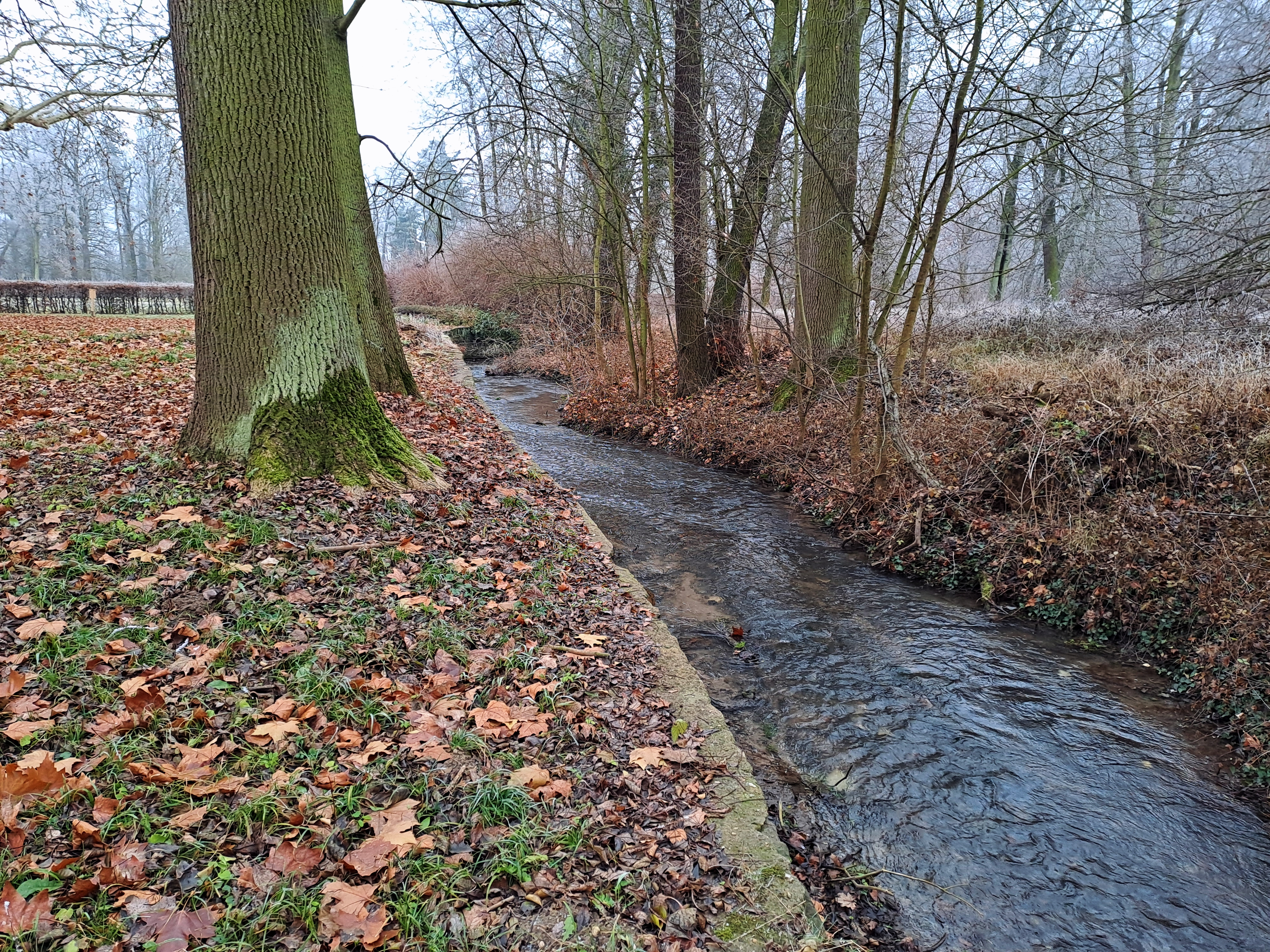
V liběchovském zámeckém parku
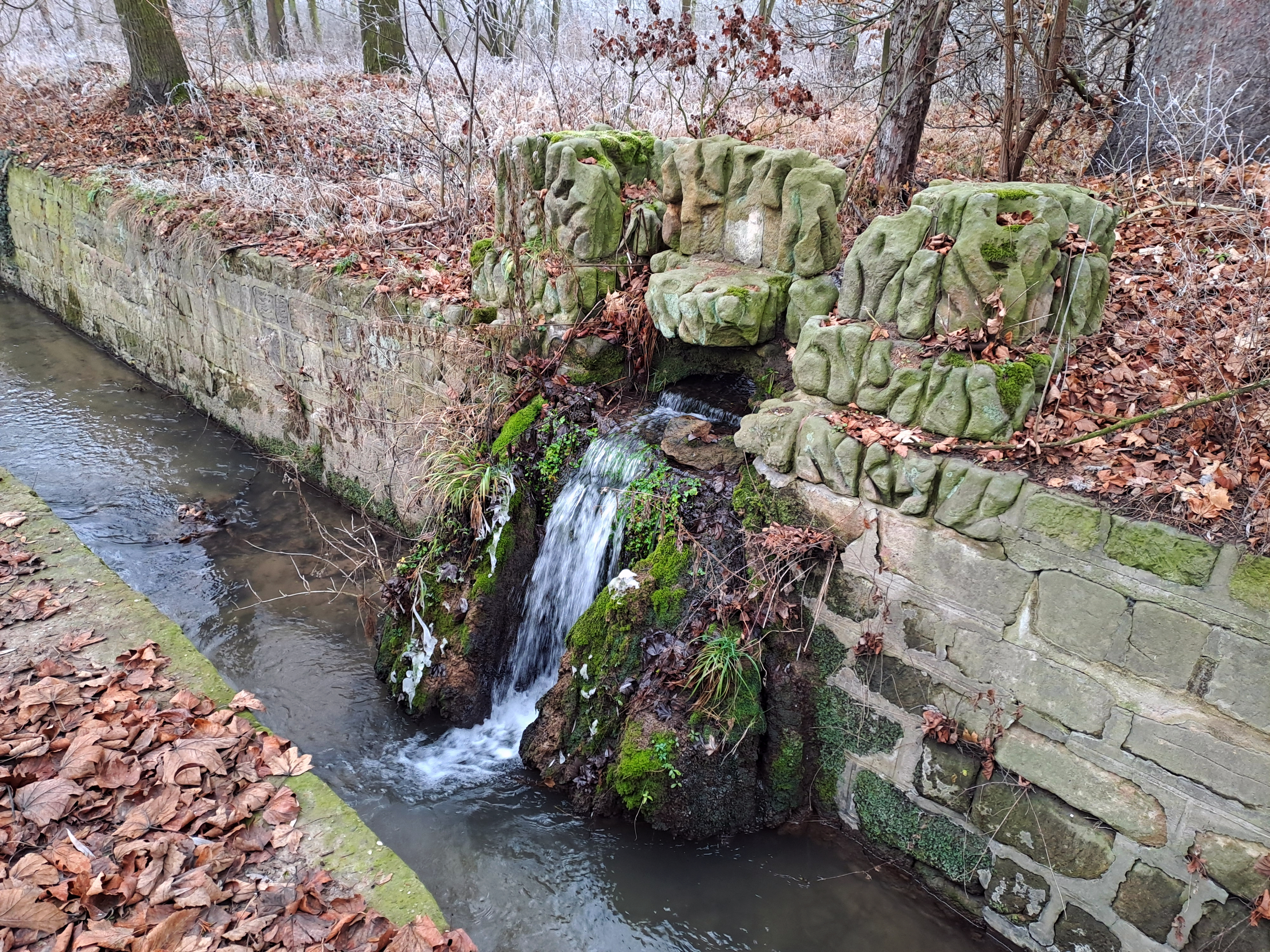
Přítok v parku, upravený jako umělý vodopád
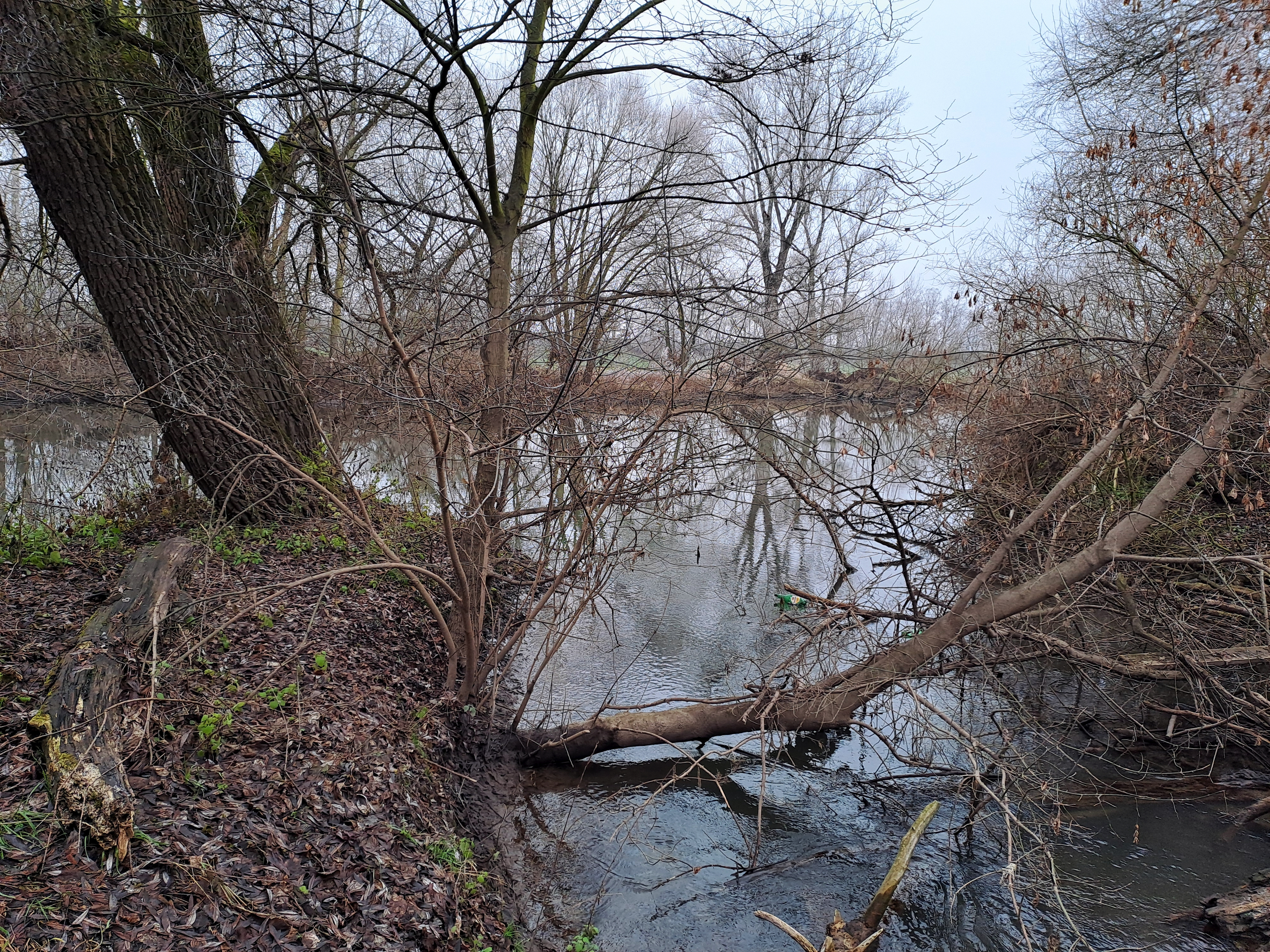
Ústí Liběchovky do Labe